# Lago Manicouagan
Il lago Manicouagan (in francese réservoir Manicouagan) è un lago dalla forma di anello situato nelle regioni centrali della provincia canadese del Quebec con una superficie di 1942 km². L'isola al centro del lago è conosciuta con il nome di isola René-Levasseur e trova la sua cima nel Monte Babel, alto 590 m sul livello del lago e 952 m totali sul livello del mare. Lago e isola sono chiaramente individuabili dallo spazio e sono talvolta chiamati "occhio del Québec".
Il lago Manicouagan si trova all'interno di quello che resta di un antico cratere meteoritico generato dall'impatto di un asteroide di 5 km di diametro, che originariamente scavò un cratere di circa 100 km anche se l'erosione e i depositi sedimentari hanno ridotto visibilmente il diametro a circa 72 km. Da una ricerca risalente al maggio 2018 risulta essere il sesto più grande cratere da impatto conosciuto sulla Terra. Gli studi geologici hanno rilevato che l'asteroide dovrebbe essere caduto 214 milioni di anni fa, cioè circa 12 milioni di anni prima della fine del Triassico, e pertanto è da escludersi come possibile causa della grande estinzione di massa del Triassico-Giurassico.